# 일리강

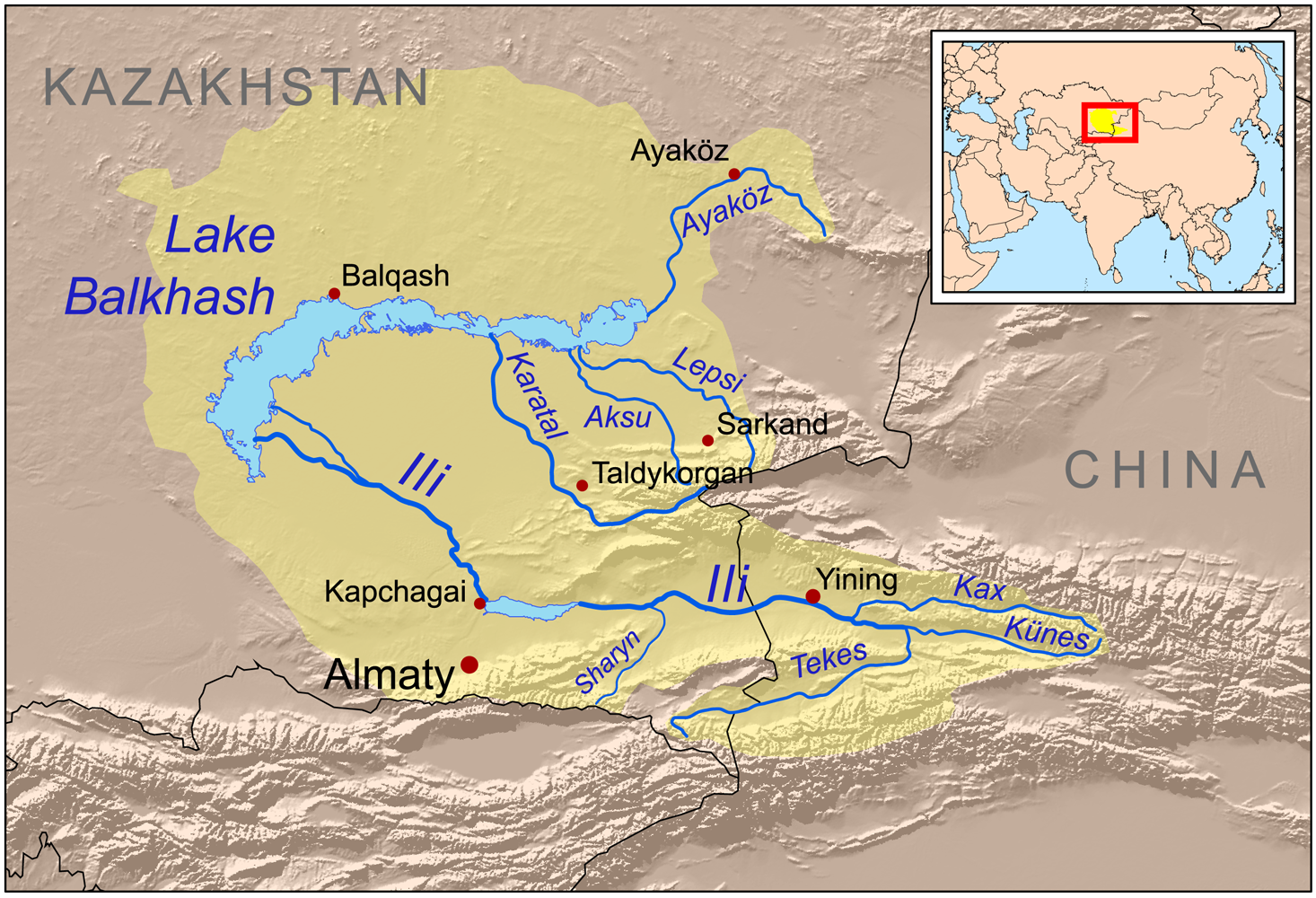
일리강

일리강(위구르어: ئىلى دەرياسى Ili deryasi, 카자흐어: Іле İle, 중국어: 伊犁河 이리허[*], 몽골어: Ил)은 중국 북서부와 카자흐스탄 남동부를 흐르는 강이다. 신장 위구르 자치구의 이리 카자흐 자치주에서 카자흐스탄의 알마티주로 흐른다.
톈산산맥에서 발원하여, 발하시호로 흘러든다. 길이 1,439km 중 815km가 카자흐스탄 부분을 흐른다. 유역 면적은 약 140,000km2이다.